# 山下典子
山下 典子（やました のりこ、1939年4月5日 - ）は、日本のエッセイスト、アドバイザー、コメンテイター。ミス日本コンテスト関東大会委員長、山下塾主宰者。元夫は脚本家のジェームス三木。息子は俳優の山下規介。公認候補者として所属した自由連合では政策審議会審議委員を務めた。

## 来歴・人物
本名、山下憲子。満洲国三江省で生まれる。1955年、岩手県立盛岡商業高等学校入学。上京後、文化服装学院在学中に三木と知り合い、1960年3月1日に結婚。ジェームス三木事務所を設立、20年間にわたって三木の秘書を務める。三木との間に二男一女を生む。
1988年秋、ごま書房から『女房学入門』を出版。この本の中で、三木の浮気相手が押しかけてきても慌てず騒がず、三木への電話の取次ぎまでした体験を語る。
1989年に新会社「株式会社クリエイト・トゥルー・オフィス」を設立し、TV、CM、演劇、コンサート、レコード、講演、映画の企画制作やタレントの養成、企業の新企画プロデュース、アドバイザーなどを手がける。NHK教育テレビ『妻と夫の実年時代』にて、相川浩アナウンサーのパートナーとして約2年間司会を担当。
1992年8月24日に出版した『仮面夫婦』の中で三木の醜聞を暴露し話題を呼んだ（多数の不倫歴や家庭内暴力や動物虐待や障害者差別等を暴くものであった）。1993年1月22日、三木から典子と発行元の祥伝社を被告として名誉毀損による損害賠償請求訴訟を提起される。同時に家庭裁判所へ離婚調停の申し立てを受ける。民事訴訟については三木側の1億3712万9823円の損害賠償請求に対し、1994年、典子側が500万円を支払うことで和解成立。しかし離婚については金銭面で折り合いが付かず、2000年2月にようやく離婚成立となった。
1995年、第17回参議院議員通常選挙にさわやか新党から立候補するも落選。2001年、参議院選挙に自由連合比例代表として立候補したが落選した。

## 著書
- 歌集『朝は良妻にして』（ながらみ出版）山下憲子名義
- 『女房学入門』（ごま書房）山下憲子名義
- 『仮面夫婦』（祥伝社）
- 『夫婦戦争』（現代書林）